# Jan Willem te Kolsté
Jan Willem te Kolsté (11 de setembre de 1874, Utrecht - 31 de gener de 1936, La Haia) fou un jugador d'escacs neerlandès.

## Resultats destacats en competició

### Campionat d'escacs dels Països Baixos
Te Kolsté va participar en moltes edicions (oficials i no oficials) del Campionat d'escacs dels Països Baixos, i el guanyà en una ocasió, a Utrecht 1907. Fou 4t a Utrecht 1897 (campió: Rudolf Loman), empatà als llocs 5è-6è a la Haia 1898 (campió: J.D. Tresling), fou 14è a Amsterdam 1899 (campió: Henry Ernest Atkins), fou 10è a Haarlem 1901 (campió: Adolf Georg Olland), fou 2n rere Arnold van Foreest a Rotterdam 1902, empatà als llocs 7è-9è a Hilversum 1903 (campió: Paul Saladin Leonhardt), empatà als llocs 9è-10è a Scheveningen 1905 (campió: Frank Marshall), fou 3r a Haarlem 1908 (campió: Johannes Esser), fou 3r a Delft 1912 (campió: Loman), fou 4t a la Haia 1919 (campió: Max Marchand), i fou 5è a Nimega 1921 (campió: Max Euwe).

### Torneigs internacionals
Te Kolsté va guanyar a la Haia 1904, empatà als llocs 2n-3r a Amsterdam 1907, empatà als llocs 6è-7è a Scheveningen 1913, quedà primer a la Haia 1917 i a 's-Hertogenbosch 1918, guanyà a la Haia 1922, fou 21è a Baden-Baden 1925 (campió: Aleksandr Alekhin), i fou 1r a Amsterdam 1927.

### Participació en Olimpíades
Te Kolsté va representar els Països Baixos a la I Olimpíada d'escacs a Londres, 1927.